# ジョニー・イングリッシュ
『ジョニー・イングリッシュ』（原題：Johnny English）は、2003年に公開されたスパイコメディ映画。『007』シリーズなどのスパイアクション映画を下地にしてパロディを盛り込んだ作品で、同シリーズの制作スタッフも制作に携わっている。
続編として、2011年に『ジョニー・イングリッシュ 気休めの報酬』、2018年に『ジョニー・イングリッシュ アナログの逆襲』が公開された。

## あらすじ
イギリスの諜報機関MI7に所属するジョニー・イングリッシュは、エース・エージェントを夢見る事務員だった。イングリッシュのミスでトップ・エージェントのエージェント1号が死んでしまい、さらにエージェント1号の葬儀でイングリッシュが警備を怠ったため、参列したエージェントが全員爆殺されてしまう。残るエージェントがイングリッシュだけになってしまい、MI7部長ペガサスは彼とその部下ボフにロンドン塔で開催される展示会でイギリス王室の王冠を守る任務に就かせる。しかし、王冠は何者かによって盗まれてしまい、イングリッシュは犯人と間違えて王室警備局長を殴り倒してしまい、発覚を避けるため一人二役で犯人と殴り合う自分を人々に見せつける。
イングリッシュはペガサスに出鱈目な犯人像を伝えてミスを隠し、ボフと共に展示会場に向かい、王冠を運び出した抜け穴を発見する。抜け穴を辿ったイングリッシュは、二人組の犯人を発見して追跡を始めるが、途中で追跡相手と霊柩車を取り違え、ブロンプトン霊園の埋葬現場で葬儀の参列者を犯人だと思い込んでしまう。追い付いたボフはイングリッシュに間違いを伝え、彼を「病院から脱走した精神病患者」に仕立て上げ、気まずい空気に包まれた墓地からイングリッシュを連れ出す。
イングリッシュは犯人たちの黒幕は、王冠の修復を担当したフランス人実業家のパスカル・ソヴァージュだと考えるが、彼が王室の遠い血縁関係に当たる（チャールズ・エドワード・ステュアートの子孫）ことや証拠がないことを理由に、ペガサスはソヴァージュに対する捜査を許可しなかった。イングリッシュとボフは再び犯人たちに襲撃され、さらに行く先々で展示会で知り合った女性ローナ・キャンベルを目撃したイングリッシュは、彼女もソヴァージュの一味だと疑う。その夜、イングリッシュとボフはソヴァージュの所有するビルにパラシュート降下で潜入するが、間違えてイングリッシュだけが隣のビルに乗り込んでしまい、ビル内にある病院をソヴァージュの秘密実験場と思い込んで医師を逮捕しようとする。隣のビルからボフが間違いを指摘すると、イングリッシュは「警備訓練の一環」とごまかし、急いでソヴァージュのビルに向かう。
ビルの中では、ソヴァージュがカンタベリー大司教の偽物を用意し、盗んだ王冠を利用して王位を奪い取ろうと画策していた。イングリッシュはビルの中でローナと出くわし、彼女は自分の正体をインターポールの捜査官だと明かし、ソヴァージュの陰謀を捜査していたことを告げる。イングリッシュはローナと共にソヴァージュのパーティーに乗り込み彼を逮捕しようとするが、パーティーにはペガサスも出席していたため、彼から大目玉を食らってしまう。ソヴァージュは部下にサンドリンガム・ハウスを襲わせ、エリザベス2世を退位させようとする。女王は退位を拒否したが、愛犬を人質に取られてしまい、退位とソヴァージュを次期国王に指名する宣言書に署名してしまう。
ローナは仕事を取り上げられて落ち込むイングリッシュを説得して、フランスにあるソヴァージュの城に潜入し、そこで彼が犯罪者たちと会合を開いている現場を目撃する。ソヴァージュは国王に即位した後にグレートブリテン島を巨大な刑務所にして利益を得て、自身が経営している刑務所の囚人たちを看守にする計画を披露する。二人はソヴァージュたちを一網打尽にしようとするが、その話がスピーカーから漏れていたため捕まってしまう。ソヴァージュは戴冠式のためにイギリスに向かい、ボフに助け出された二人もイギリスに向かう。
イングリッシュは戴冠式に潜り込み、ソヴァージュの計画が記されているDVDを再生するが、間違えて自分がバスタブで踊っている姿を録画したDVDを持ってきてしまい、ペガサスに呆れられてしまう。ソヴァージュはイングリッシュを逮捕するように警備員に命令し、イングリッシュは逃げ回るうちに玉座の頭上のケーブルに登り、ソヴァージュから王冠を奪おうとする。ソヴァージュはイングリッシュを銃撃するが、その拍子にケーブルが切れてイングリッシュが玉座に落ちてきてしまい、王冠も彼の頭上に収まる。呆気にとられる周囲を余所に、イングリッシュは国王としてソヴァージュを逮捕するように命令し、事件は解決する。
イングリッシュは復位した女王からナイトに叙爵され、ローナを連れてフランス南部に休暇に出かける。イングリッシュはローナと車の中で良いムードとなりワインを取り出そうとするが、間違えて脱出ボタンを押してしまい、ローナは座席ごと空中に飛び出してホテルのプールに落ちてしまう。ローナがイングリッシュに向かって叫ぶ中、彼は驚愕の表情を浮かべる。またその際、イングリッシュがペガサスに伝えたデタラメの犯人と全く同じ人物が、プールサイドにいるシーンがある。

## キャスト
| 役名                     | 俳優                             | 日本語吹替 | 日本語吹替   |
| 役名                     | 俳優                             | 劇場公開版 | ソフト版     |
| ------------------------ | -------------------------------- | ---------- | ------------ |
| ジョニー・イングリッシュ | ローワン・アトキンソン           | 山口智充   | 岩崎ひろし   |
| ローナ・キャンベル       | ナタリー・インブルーリア         | 藤貴子     | 八十川真由野 |
| ボフ                     | ベン・ミラー                     | 高木渉     | 鳥畑洋人     |
| パスカル・ソヴァージュ   | ジョン・マルコヴィッチ           | 山路和弘   | 水野龍司     |
| ペガサス                 | ティム・ピゴット＝スミス         | 山野史人   | 佐々木敏     |
| エージェント1号          | グレッグ・ワイズ                 | 横島亘     |              |
| カーロス・ヴェンデッタ   | ダグラス・マクフェラン           | 佐々木梅治 |              |
| ディーター・クライン     | スティーヴ・ニコルソン           | 岩崎ひろし |              |
| イギリス首相             | ケヴィン・マクナリー             | 小山武宏   |              |
| カンタベリー大主教       | オリヴァー・フォード・デイヴィス | 稲垣隆史   |              |
| エリザベス2世            | プルネラ・スケールズ             | 久保田民絵 |              |

- 劇場公開版吹替 - VHS・NBCユニバーサル盤DVDに収録。
- ソフト版吹替 - Blu-ray Disc・KADOKAWA盤DVDに収録。

## 製作
2000年3月、ローワン・アトキンソンが『007』シリーズのパロディ映画の出演契約を結んだことが報じられた。アトキンソンが演じる主人公ジョニー・イングリッシュは、彼がバークレイカードの広告キャラクターとして演じていたリチャード・レイサムがモデルとなっている。
2002年7月から主要撮影が開始され、シェパートン・スタジオ、セント・オールバンズで撮影された後にモナコ・モンテカルロで2日間のロケーション撮影を行い、14週間の撮影が終了した。ソヴァージュの戴冠式が行われたウェストミンスター寺院のシーンはセント・オールバンズ大聖堂、オープニングのイングリッシュのアクションシーンはメントモア・タワー、サンドリンガム・ハウスのシーンはヒューゲンデン庄園、MI7本部はフリーメイソン・ホールでそれぞれ撮影されている。同年9月には、主題歌を作詞したナタリー・インブルーリアがヒロインとして出演することが発表された。

## 評価
Rotten Tomatoesには118件のレビューが寄せられ、平均評価4.8/10、支持率33%となっており、「奇妙な偽スパイが、まれに笑いを誘う」と評価している。Metacriticでは32人の批評家によって51/100点のスコアが付けられ、CinemaScoreではB評価となっている。